# Kumiko Okae
Kumiko Okae (岡江 久美子 Okae Kumiko?,  23 de agosto de 1956 - Tokio, 23 de abril de 2020) fue una actriz, actriz de voz y presentadora de televisión japonesa. Era conocida por su trabajo en dramas de televisión, así como por organizar espectáculos de entretenimiento y variedades, como Renso Game en NHK. Okae también presentó el programa matutino, Hanamaru Market, en TBS Television desde 1996 hasta 2014. 

## Carrera
Comenzó su carrera profesional como actriz en 1975. Ella apareció en numerosos papeles de televisión y programas de variedades desde la década de 1970 hasta la década de 2010. Actuó en dramas de televisión y condujo espectáculos de entretenimiento y variedades, como Renso Game en NHK. Organizó el programa matutino, Hanamaru Market, en TBS Television desde 1996 hasta 2014. 

## Vida personal
Se casó con el actor Baku Owada en 1983. Tenían una hija, Miho Ohwada.
Se sometió a cirugía por cáncer de seno en etapa temprana a fines de 2019. Luego fue tratada con radiación desde enero hasta mediados de febrero de 2020, lo que debilitó aún más su sistema inmunológico. El 3 de abril de 2020, desarrolló fiebre y su salud comenzó a deteriorarse. Fue ingresada en un hospital de Tokio el 6 de abril, puesta en un respirador y luego diagnosticada con COVID-19. Murió de neumonía causada por un nuevo coronavirus en el hospital de Tokio el 23 de abril de 2020, a la edad de 63 años. Le sobrevivieron su esposo y su hija. 